# Paulo Lanzeloti
Paulo Henrique Silva Lanzeloti (São Paulo, 1 de Dezembro de 1988) é um cineasta , produtor e roteirista Brasileiro. Desde os 19 anos atua como roteirista e produtor na Rede Record.

## Biografia
Nasceu em São Paulo, mas ainda jovem se mudou com seus pais para o exterior. Em 2006 foi morar na Inglaterra onde estudou cinema e produziu seu primeiro curta-metragem para concorrer a um festival de cinema local. Seu filme acabou indo para a final e vencendo.  A repercussão foi tão grande que Paulo ganhou notabilidade dos organizadores do festival e logo depois a Record Internacional.  

## Carreira
Em 2008, se mudou para o Brasil para arriscar a carreira no cinema brasileiro. Na mesma época sua equipe produziu seu maior filme, Rusx o qual foi exibido para mais de quatro mil pessoas em uma única sessão no dia da sua estréia. Embora Paulo não tenha participado diretamente com o projeto, ele continua escrevendo roteiros para seus parceiros na Inglaterra.
Em Novembro, 2008 foi contratado pela Record Entretenimento, a primeira empresa do Grupo Record que atua no cinema nacional, se tornando também o cineasta mais jovem da empresa. Em 2009, roteirizou o DVD “uma palestra com o Bispo Macedo”.

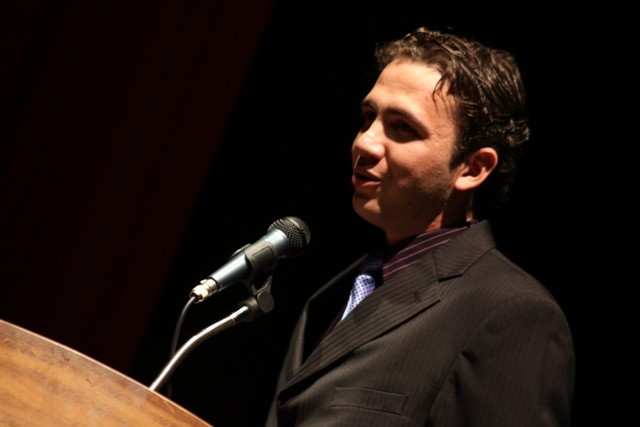
Paulo Lanzeloti anunciando premio de melhor diretor(2010)

Foi envolvido no documentário "Mamonas, o Doc" lançado pela Record Entretenimento e cotado pelo cineasta Claudio Kahns para escrever o filme (ficção) após o documentário.
Também já trabalhou junto à Rita Buzzar – produtora do filme Olga – em um projeto de filme pela Record Entretenimento. Rita estaria interessada em co-produzir seu roteiro para uma comédia romântica, o projeto ainda está em negociação.

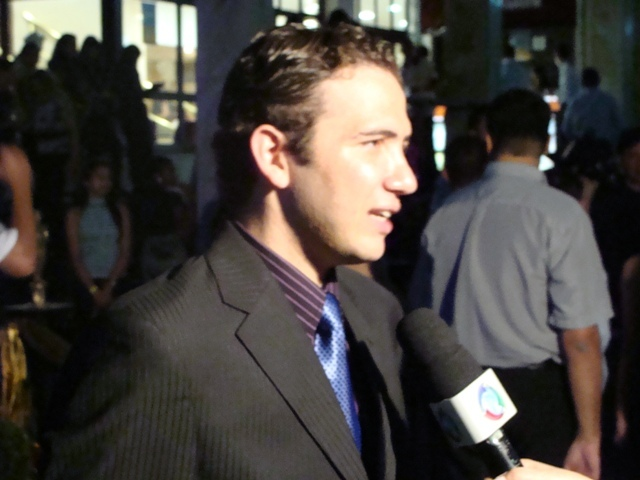
Paulo Lanzeloti entrevistado pela Record News(2010)

Em 28/08/2010 idealizou e lançou um festival de sucesso pela Record Entretenimento, onde a cobertura foi feita pelo programa Ressoar exibida dia 04/09/2010 na Record News.  A proposta do festival era encontrar os jovens mais talentosos do Brasil. Seis filmes se destacaram durante o festival e foram premiados. Paulo Henrique Lanzeloti apresentou o premio de melhor diretor.

## Iurdtube
Paulo também é resposanvel por um dos maiores canais do youtube na categoria gospel. Em parceria com Euclides Macedo, Paulo cuida da comercialização do IURDtube . O IURDtube também serviu como a produtora responsavel pela divulgação do festival de média metragem em 2010. Hoje, tem mais de 3.8 milhões de acessos no youtube e é reconhecida como o canal oficial de vídeos da IURD, embora não tem ligação direta com os responsaveis. Em 2010 o iurdtube também formou parceria e fusão com o maior portal gospel do brasil, o Arca Universal.

## Record Entretenimento
Apesar da pouca idade, Paulo tem feito vários projetos dentro da Record que o destaca. Além de roteiros como "23 anos depois" já registrado pela biblioteca nacional e Ancine, Paulo tem colaborado com DVDs, comerciais e filmes. (EGO)

### DVDs
- 2009 – Uma palestra com o Bispo Macedo
- 2010 – Elas Falam por si

### Filmografia
- 2006 - where u goin (curta)
- 2006 – where u goin 2 (curta)
- 2007 – where u goin 3 – P’odello
- 2009 - Mamonas, o Doc
- 2010 - Uma Noite em 67

Fonte: Record Entretenimento

## Ligações Externas
1° Festival de média metragem Record Entretenimento.
Record Entretenimento.
Iurdtube realiza fusão com Arca universal.
Entrevista com Paulo Lanzeloti.
Festival de média-metragem.
Promoção Festival de média metragem
Premiação de média metragem